# Alofi
Alofi er hovedstaden i ø-nationen Niue, beliggende i Stillehavet. Med et befolkningstal på 597 i 2017, er Alofi den næstmindste nationale hovedstad målt på indbyggere (efter Ngerulmud, hovedstaden i Palau). Hovedstaden består af to landsbyer: Alofi-nord og Alofi-syd, hvor regeringshovedkvarterene er beliggende.

## Cyklonen Heta
I januar 2004 blev Niue ramt af den tropiske storm, cyklonen Heta, som dræbte to mennesker og lavede omfattede skader på hele øen. Mange af Alofis bygninger blev ødelagt, herunder hospitalet. Regeringsbygninger blev genopført på et mindre udsat område omtrent 3 kilometer længere inde i landet, kaldet Fonuakula, efter stormen. Området ligger stadig inde for Alofi-syds grænser.

## Geografi
Byen er beliggende i midten af Alofi-bugten på øens vestkyst, tæt på det eneste hul i det koralræv, der omkranser Niue. Bugten strækker sig langs 30% af øens længde (omkring syv kilometer) fra Halagigie Point i syd til Makapu Point i nord.

### Transport
Byen serviceres af Niue International Airport og der er flere veje, både asfalterede og jordveje, der krydser byen.
Øens primære havn er Sir Robert's Wharf, som er beliggende tæt på Alofis bymidte, inden for 200 meter af byens postkontor. Det er en mindre havn, der kun har mulighed for at servicere mindre fladbundede både. Større fragtskibe og fiskebåde forankres nær ved koralrevet og pramme bruges til at fragte last ind til Alofi. I 2020 blev der afsat midler til en udvidelse og styrkelse af havnen samt renoveringer, efter en cyklon ramte øen tidligere det år.